# Live for Speed
Live for Speed – wieloosobowy symulator wyścigów samochodowych stworzony przez trzyosobowy zespół (Scawen Roberts, Eric Bailey i Victor van Vlaardingen). W grze dostępne są dwa typy zawodów: wyścig ze sztuczną inteligencją lub z innymi graczami za pośrednictwem Internetu oraz pokonywanie toru w określonym czasie.

## Wydania
Symulator Live For Speed został wydany w trzech częściach: S1 (Etap 1), S2 (Etap 2) i S3 (Etap 3). Każdy kolejny etap wzbogacony został o ulepszenia: modelu fizyki, grafiki i dźwięku. Techniczne udoskonalenia wprowadzane na nowym etapie są dostępne dla poprzednich wersji. Głównymi różnicami między etapami są dodatkowe samochody, trasy oraz maksymalna liczba kierowców na danym serwerze. Właściciele każdego z etapów uzyskają dostęp do poprzednich etapów oraz do serwerów demo.
W pełni działające komercyjne wydanie (wersja alpha) Live For Speed S2 zostało wydane 24 czerwca 2005. Patch S2 oznaczony literą T został wydany 21 kwietnia 2006, wprowadzając kilka zmian w fizyce i grafice oraz dodając nowy samochód BMW Sauber F1.06
Aktualizacja S2 oznaczona literą W została udostępniona 31 marca 2007. Posiadała nowe dźwięki samochodów i graficzne udoskonalenia m.in. ulepszenia szczegółów, niektórych grafik 2D i lusterek.
Aktualizacja S2 oznaczona literą X została wydana 9 czerwca 2007. Zawierała wiele napraw wykrytych błędów, równocześnie udostępniając system do wykrywania przedwczesnego startu.
Aktualizacja S2 oznaczona literą Y została wydana 21 grudnia 2007. Zawierała nowy pojazd, Formułę BMW FB02, oznaczoną w grze skrótem FBM. Zawierała także nowe tekstury torów Blackwood i South City (zmiany w przypadku Blackwood to edycja pozycji niektórych kamer, przebudowa zakrętów oraz ogólne odświeżenie trasy. W przypadku South City wprowadzono nowy asfalt oraz nowe reklamy, dodano także jeden nowy układ toru. Dodatkowo dodano nowe lekcje treningowe, wprowadzono do sztucznej inteligencji możliwość jazdy po pit-lane oraz nieznacznie zmieniono interfejs. Z wersji demo został usunięty pojazd XR GT Turbo, który uaktywnia się po zakupie licencji S1. Usunięto go na rzecz Formuły BMW.
Aktualizacja S2 oznaczona literą Z, została wydana 2 lipca 2008. W skład aktualizacji wchodziły nowe wnętrza samochodów klasy XR, XF (drogowe oraz ich odmiany GTR), ulepszone wnętrza samochodów Formuła XR oraz Formuła V8. Udoskonalono zawieszenie w samochodach XR Turbo, RB4 oraz podział ciężaru w samochodach typu GTR. Oprócz tego zmianom poddano interfejs oraz grafikę, dodano również nowe opcje kontrolowania powtórek. Wraz z wprowadzeniem aktualizacji Z, wymogiem stała się rejestracja graczy, by uzyskać dostęp do rozgrywki online.

## Rozgrywka
Live for Speed wspiera kierownicę, myszkę, klawiaturę, pady, a także okulary wirtualnej rzeczywistości takie jak Oculus Rift. 
Głównymi dostępnymi trybami gry są: wyścigi samemu, wyścigi czasowe i wyścigi przeciwko sztucznej inteligencji. Wyścigi można ustawić, by kończyły się po pewnej ilości okrążeń, bądź by trwały określoną długość czasu. Dostępna jest możliwość zatankowania i zmiany opon w alejach serwisowych. Kara za przekroczenie limitu prędkości w alei występuje w formie kary czasowej, kary stop & go i kary drive through, co dodaje realizmu grze. Pozycje startowe mogą być determinowane losowo, na podstawie wyniku uzyskanego w poprzednim wyścigu lub na podstawie wyniku w kwalifikacjach przed wyścigiem. 
Gra posiada tryb treningowy, który ma pomóc graczom zapoznać się z mechaniką gry i charakterystyką prowadzenia danego pojazdu. Lekcje obejmują naukę umiejętności takich jak wchodzenie w zakręty, kontrola hamowania i radzenie sobie z przeciwnikami. Zdanie lekcji wymaga ukończenia jej w ramach określonych celów. Każda lekcja musi zostać ukończona, by móc przejść do następnej, lecz ukończenie ich nie jest wymagane do odblokowania samochodów, gdyż wszystkie pojazdy dostępne są w każdym innym trybie gry od samego początku. 

## Samochody
Wersja S2 oferuje 20 różnych samochodów. Dzięki temu każdy z graczy może znaleźć samochód dla siebie, a początkujący gracze mogą uczyć się jeździć również na słabszych maszynach. Samochody, którymi możemy jeździć, posiadają moce od 100 KM w samochodach prawie "cywilnych", do ponad 700 KM w prawdziwych bolidach. Podzielone są one na klasy odpowiadające podobnym sobie mocom. Dzięki temu możemy przejechać się np. samochodami klasy GT, które są odpowiednikami realnych klas wyścigowych, takich jak niemiecka DTM czy japońska JGTC. W grze możemy też ścigać się samochodami istniejącymi w realnym świecie. Takimi autami są np. BMW Sauber F1.06, Formuła BMW FB02, McGill University`s Formula SAE (MRT), RaceAbout oraz Volkswagen Scirocco 2009 (niewprowadzony jednakże jeszcze do gry. Każdy z samochodów posiada model zniszczeń. Odnosi się on do karoserii, sprzęgła, zawieszenia, układu kierowniczego oraz silnika. Poprawa modelu zniszczeń została zapowiedziana na wersję S3.

## Trasy
Live For Speed oferuje siedem różnych tras, rozpoczynając od powstałej na podstawie centralnego Londynu - South City, przez wzorowaną na okolicach Jamajki - Fern Bay, po podobne do Japońskich okolic — Kyoto Ring. Występują tam też dwie trasy, Westhill i Blackwood, które przypominają zachodnie tereny wysp brytyjskich oraz Aston, która umiejscowiona jest w Anglii. Lokalizacje Fern Bay oraz Blackwood posiadają również konfiguracje, na których występuje luźna nawierzchnia do rallycrossu. Razem znajdują się tu 54 konfiguracje torów. Dodatkowo gracze mogą tworzyć swoje własne layouty, używając pachołków i innych przedmiotów, korzystając ze wbudowanego edytora. Na wersję S3 zapowiadana jest trasa Rockingham. Od wersji Z30 po zakupie licencji S1 lub S2 dodano na każdej konfiguracji trasy opcję jazdy po całym torze, przytrzymując CTRL przy ekranie wyboru trasy i wybierając obok nazwy konfiguracji literę X lub Y albo wpisując odpowiednią komendę np. SO1X.

## Statystyki w grze
Live For Speed jest połączony ze stroną zawierająca statystyki i bazy danych. Każdy kierowca mający licencję DEMO/S1/S2 posiada własne statystyki, które są aktualizowane na bieżąco. Znajdują się w nich rekordy okrążeń, liczba przejechanych okrążeń, przebytego dystansu i spalonego paliwa. Dodatkowo użytkownicy mogą przeglądać statystyki innych osób. Istnieje oficjalna lista powtórek najlepszych okrążeń, jest ona utrzymywana dla każdej konfiguracji trasy i samochodu. Każdy kierowca może wysłać, a także pobrać znajdujące się tam powtórki. Użytkownicy mogą także wgrywać własne skórki dla pojazdów na stronę, z której będą pobierane dla innych kierowców.

## Przeglądy i nagrody
Justin Kranzl z magazynu APC uznał LFS S1 za "najlepszą symulację wyścigową wszech czasów". W 2004 Pelit opisał LFS S1D jako "Salonowe samochody i drobiazgowe trasy, absolutna słodycz w świecie symulacji — oceniając go 92/100". W 2005 Bytes Sector opisał wydanie LFS S2 "Długo zajęło, zanim zdobyłem jakiekolwiek doświadczenie, LFS jest najbardziej interesującą i zaawansowaną grą, w jaką kiedykolwiek grałem". Również w 2005 w magazynie Auto SimSport LFS został "Najlepszą grą symulacyjną".
Czytelnicy Blackhole Motorsports wyłonili LFS jako zwycięzcę w poniższych kategoriach:
- BHM "gra roku" - BHM "Game of the year" award
- BHM "najlepsza gra wieloosobowa" - BHM "Best multiplayer" award[5]
- BHM "najlepsza fizyka" - BHM "Best physics" award[6]